# Catalyst Inc.
Catalyst Inc. ist eine Non-Profit-Organisation, die sich für die Förderung von Frauen am Arbeitsplatz einsetzt.

## Geschichte
Sie wurde 1962 durch die Feministin, Schriftstellerin und Anwältin Felice Schwartz (1925–1996) gegründet. Catalyst unterhält Büros in den USA, Kanada, Europa und auch in Deutschland und kann mehr als 400 angesehene Unternehmen zu seinen Mitgliedern zählen. Catalyst gilt als vertrauenswürdige Informationsquelle für Recherchen und Beratung zu Frauenfragen am Arbeitsplatz. Mit dem jährlich verliehenen Catalyst Awards werden vorbildliche Geschäftsinitiativen zur Förderung von Frauen im Berufsleben ausgezeichnet.

## Catalyst Award
Der Catalyst Award wird jährlich für Unternehmensinitiativen verliehen, die messbare Ergebnisse für die Einstellung und berufliche Weiterentwicklung von Frauen bringen. Die Initiative muss Daten über mindestens ein Jahr zur Verfügung stellen, die von Catalyst ausgewertet werden. Der Preis wird aber erst nach einer gründlichen Vorort-Untersuchung verliehen.
Preisträger nach Jahren
- 2014 Kimberly-Clark und Lockheed Martin[2]
- 2011 Kaiser Permanente, McDonald’s, Time Warner[3]
- 2010 Campbell Soup Company, Deloitte LLP, RBC, Telstra Corporation Limited[4]
- 2009 Baxter International Inc., CH2M HILL, Gibbons P.C., KPMG[5]
- 2008 ING U.S. Financial Services, Nissan Motor Co., Ltd.[6]
- 2007 The Goldman Sachs Group, Inc., PepsiCo, Inc., PricewaterhouseCoopers LLP, Scotiabank
- 2006 BP p.l.c., Chubb Corporation, Safeway Inc.[7]
- 2005 Georgia-Pacific Corporation, Sidley Austin Brown & Wood LLP[8]
- 2004 General Electric Company, Harley-Davidson, Inc., Shell Oil Company U.S.[9]
- 2003 Accenture, Ernst & Young LLP, WellPoint Health Networks Inc.[10]
- 2002 Bayer AG, Fannie Mae, Marriott International, Inc.[11]
- 2001 American Express, General Mills, Inc., JPMorgan Chase & Co.[12]
- 2000 Charles Schwab Corporation, IBM, The Northern Trust Company[13]